# Cacostola mexicana
Cacostola mexicana är en skalbaggsart som först beskrevs av Stefan von Breuning 1943.  Cacostola mexicana ingår i släktet Cacostola och familjen långhorningar. Inga underarter finns listade.